# 李家站乡
李家站乡是中国陕西省榆林市米脂县下辖的一个乡。

## 行政区划
李家站乡下辖以下行政区：
李家站村、菜地峁村、付家沟村、土木寨村、姬兴庄村、天花界村、冯家英沟村、张庆甫沟村、张士沟村、冯家中庄村、王谷梁村、张朴墕村、常庙塄村、史家坬村、亢渠村、孙渠村、窑则上村、杜家塬村、薛家坪村、班家墕村、张家崖村、冯家阳坬村、炭窑峁村、对九圪塔村、老庙圪塔村、冯家寨则村